# Liagore pulchella
Liagore pulchella is een krabbensoort uit de familie van de Xanthidae. De wetenschappelijke naam van de soort is voor het eerst geldig gepubliceerd in 2007 door Ng & Naruse.